# Prey (Eure)
Prey település Franciaországban, Eure megyében. Lakosainak száma 976 fő (2022. január 1.). Prey La Forêt-du-Parc, La Baronnie, Grossœuvre és Guichainville községekkel határos.

## Népesség
A település népességének változása:
| Lakosok száma | 391  | 817  | 841  | 824  | 938  | 952  | 950  | 949  | 968  | 976  |
|               | 1968 | 1982 | 1990 | 2006 | 2013 | 2015 | 2017 | 2019 | 2020 | 2022 |